# Tuber (micologia)
Tuber P. Micheli ex F.H. Wigg., 1780 è un genere di Funghi dell'ordine Pezizales, famiglia Tuberaceae.

## Tassonomia

### Specie
- Tuber aestivum (Wulfen) Spreng. (1827) - specie tipo
- Tuber alboumbilicum Y. Wang & Shu H. Li (2014)
- Tuber alcaracense Ant. Rodr. & Morte (2020)
- Tuber anniae W. Colgan & Trappe (1997)
- Tuber argenteum Gilkey (1916)
- Tuber argentinum Speg. (1887)
- Tuber arnoldianum Healy, Zurier & Bonito (2016)
- Tuber aztecorum G. Guevara, Bonito & M.E. Sm. (2018)
- Tuber badium S.P. Wan (2016)
- Tuber baoshanense S.P. Wan (2017)
- Tuber bellisporum Bonito & Trappe (2010)
- Tuber bernardinii Gori (2003)
- Tuber besseyi Gilkey (1939)
- Tuber beyerlei Trappe, Bonito & G. Guevara (2013)
- Tuber bisporum Gilkey (1925)
- Tuber bituminatum Berk. & Broome (1851)
- Tuber bomiense K.M. Su & W.P. Xiong (2014)
- Tuber bonitoi G. Guevara & Trappe (2015)
- Tuber bonnetii Roum. (1882)
- Tuber borchii Vittad. (1831)
- Tuber brennemanii A. Grupe, Healy & M.E. Sm. (2018)
- Tuber brumale Vittad. (1831)
- Tuber brunneum G. Guevara, Bonito & Trappe (2015)
- Tuber buendiae Ant. Rodr. & Morte (2020)
- Tuber calosporum S.P. Wan (2016)
- Tuber canaliculatum Gilkey (1920)
- Tuber caoi L. Fan (2016)
- Tuber castellanoi Bonito & Trappe (2010)
- Tuber castilloi G. Guevara, Bonito & Trappe (2013)
- Tuber cistophilum P. Alvarado, G. Moreno, Manjón, Gelpi & Jaime Muñoz (2012)
- Tuber clarei Gilkey (1963)
- Tuber crassitunicatum L. Fan & X.Y. Yan (2018)
- Tuber cryptobrumale Merényi, T. Varga & Bratek (2017)
- Tuber decipiens Bozac, Širić & Kos (2012)
- Tuber depressum S.P. Wan (2016)
- Tuber donnagotto Bozac, Širić & Kos (2012)
- Tuber dryophilum Tul. & C. Tul. (1844)
- Tuber elevatireticulatum K.F. Wong & H.T. Li (2018)
- Tuber excavatum Vittad. (1831)
- Tuber ferrugineum Vittad. (1831)
- Tuber flavidosporum Hir. Sasaki, A. Kinosh. & Nara (2016)
- Tuber floridanum A. Grupe, Sulzbacher & M.E. Sm. (2018)
- Tuber foetidum Vittad. (1831)
- Tuber formosanum H.T. Hu & Y. Wang (2013)
- Tuber furfuraceum H.T. Hu & Y.I. Wang (2005
- Tuber gardneri Gilkey (1916)
- Tuber gennadii (Chatin) Pat. (1903)
- Tuber giganteum Gilkey (1925)
- Tuber gigantosporum Y. Wang & Z.P. Li (1991)
- Tuber glabrum L. Fan & S. Feng (2013)
- Tuber griseolivaceum L. Fan & K.B. Huang (2017)
- Tuber guevarae Bonito & Trappe (2013)
- Tuber guzmanii Trappe & Cázares (2006)
- Tuber harknessii Gilkey (1954)
- Tuber himalayense B.C. Zhang & Minter (1988)
- Tuber hiromichii (S. Imai) Trappe (1979)
- Tuber hubeiense L. Fan (2016)
- Tuber huidongense Y. Wang (2002)
- Tuber huizeanum L. Fan & C.L. Hou (2013)
- Tuber incognitum Piña Páez, Bonito, Guevara & Castellano (2018)
- Tuber intermedium Bucholtz (1901)
- Tuber irradians Gilkey (1916)
- Tuber japonicum Hir. Sasaki, A. Kinosh. & Nara (2016)
- Tuber jinshajiangense L. Fan (2016)
- Tuber lacunosum Mattir. (1900)
- Tuber lannaense Suwannar. & Lumyong (2016)
- Tuber latisporum Juan Chen & P.G. Liu (2007)
- Tuber lauryi Trappe, Bonito & G. Guevara (2013)
- Tuber levissimum Gilkey (1916)
- Tuber liaotongense Y. Wang (1990)
- Tuber lignarium (Harkn.) Gilkey (1916)
- Tuber lijiangense L. Fan & J.Z. Cao (2011)
- Tuber linsdalei Gilkey (1954)
- Tuber lishanense L. Fan & X.Y. Yan (2018)
- Tuber liui A-S. Xu (1999)
- Tuber liyuanum L. Fan & J.Z. Cao (2013)
- Tuber longispinosum A. Kinosh. (2018)
- Tuber longisporum Gilkey (1925)
- Tuber lucentum Bordallo (2019)
- Tuber lyonii Butters (1903)
- Tuber macrosporum Vittad. (1831)
- Tuber maculatum Vittad. (1831)
- Tuber magentipunctatum Merényi, I. Nagy, Stielow & Bratek (2017)
- Tuber magnatum Pico (1788)
- Tuber malacodermum E. Fisch. (1923)
- Tuber malenconii Donadini, Riousset, G. Riousset & G. Chev. (1979)
- Tuber maresa Font Quer (1931)
- Tuber melanosporum Vittad. (1831)
- Tuber melosporum (G. Moreno, J. Díez & Manjón) P. Alvarado, G. Moreno, Manjón & J. Díez (2012)
- Tuber mesentericum Vittad. (1831)
- Tuber mexiusanum G. Guevara, Bonito & Cázares (2013)
- Tuber michailowskianum Bucholtz (1908)
- Tuber microspermum L. Fan & J.Z. Cao (2012)
- Tuber microsphaerosporum L. Fan & Y. Li (2012)
- Tuber microspiculatum L. Fan & J.Z. Cao (2012)
- Tuber microverrucosum L. Fan & C.L. Hou (2013)
- Tuber miquihuanense G. Guevara, Bonito & Cázares (2013)
- Tuber monosporum (Mattir.) Vizzini (2008)
- Tuber moravicum Velen. (1947)
- Tuber moretii Maire (1926)
- Tuber multimaculatum Parladé, Trappe & I.F. Alvarez (1993)
- Tuber neoexcavatum L. Fan & Yu Li (2013)
- Tuber nitidum Vittad. (1831)
- Tuber oligospermum (Tul. & C. Tul.) Trappe (1979)
- Tuber oregonense Trappe, Bonito & P. Rawl. (2010)
- Tuber pacificum Trappe, Castellano & Bushnell (2000)
- Tuber panzhihuanense X.J. Deng & Y. Wang (2013)
- Tuber parvomurphium L. Fan (2016)
- Tuber petrophilum Milenković, P. Jovan., Grebenc, Ivančević & Marković (2016)
- Tuber phlebodermum (Gilkey) Trappe (1979)
- Tuber piceatum L. Fan, X.Y. Yan & M.S. Song (2018)
- Tuber polymorphosporum S.P. Wan (2017)
- Tuber polyspermum L. Fan & J.Z. Cao (2011)
- Tuber pseudobrumale Y. Wang & Shu H. Li (2014)
- Tuber pseudoexcavatum Y. Wang, G. Moreno, Riousset, Manjón & G. Riousset (1998)
- Tuber pseudohimalayense G. Moreno, Manjón, J. Díez & García-Mont. (1997)
- Tuber pseudomagnatum L. Fan (2013)
- Tuber pseudoseparans G. Guevara, Bonito & Trappe (2015)
- Tuber pseudosphaerosporum L. Fan (2013)
- Tuber puberulum Berk. & Broome (1846)
- Tuber pustulatum M. Leonardi, A. Paz, G. Guevara & Pacioni (2019)
- Tuber queletianum Bataille (1921)
- Tuber quercicola J.L. Frank, D. Southw. & Trappe (2006)
- Tuber rapaeodorum Tul. & C. Tul. (1843)
- Tuber regianum Montecchi & Lazzari (1987)
- Tuber regimontanum G. Guevara, Bonito & Julio Rodr. (2008)
- Tuber rufum Pollini (1816)
- Tuber scleroneuron Berk. & Broome (1851)
- Tuber separans Gilkey (1916)
- Tuber shearii Harkn. (1920)
- Tuber shidianense S.P. Wan & F.Q. Yu (2016)
- Tuber shii L. Fan & Y.W. Wang (2016)
- Tuber sinense K. Tao & B. Liu (1989)
- Tuber sinoaestivum J.P. Zhang & P.G. Liu (2013)
- Tuber sinoalbidum L. Fan & J.Z. Cao (2011)
- Tuber sinoexcavatum L. Fan & Yu Li (2011)
- Tuber sinomonosporum J.Z. Cao & L. Fan (2014)
- Tuber sinoniveum S.P. Wan (2016)
- Tuber sinopuberulum L. Fan & J.Z. Cao (2012)
- Tuber sinosphaerosporum L. Fan, J.Z. Cao & Yu Li (2013)
- Tuber sphaerospermum (Malençon) P. Roux, Guy García & M.C. Roux (2006)
- Tuber sphaerosporum Gilkey (1939)
- Tuber spinoreticulatum Uecker & Burds. (1977)
- Tuber subglobosum L. Fan & C.L. Hou (2013)
- Tuber taiyuanense B. Liu (1985)
- Tuber tequilanum G. Guevara, Bonito & Trappe (2015)
- Tuber texense Heimsch (1959)
- Tuber thailandicum Suwannar., Kumla & Lumyong (2015)
- Tuber theleascum M. Leonardi, A. Paz, G. Guevara & Pacioni (2019)
- Tuber turmericum L. Fan (2015)
- Tuber umbilicatum Juan Chen & P.G. Liu (2006)
- Tuber unicolor Gilkey (1920)
- Tuber vacini Velen. (1947)
- Tuber verii Pacioni & Lalli (1989)
- Tuber verrucosivolvum S.P. Wan (2016)
- Tuber vesicoperidium L. Fan (2012)
- Tuber walkeri Healy, Bonito & G. Guevara (2013)
- Tuber wanglangense L. Fan (2018)
- Tuber wenchuanense L. Fan & J.Z. Cao (2013)
- Tuber whetstonense J.L. Frank, D. Southw. & Trappe (2006)
- Tuber wumengense L. Fan (2016)
- Tuber xanthomonosporum Qing & Yun Wang bis (2015)
- Tuber xizangense A-S. Xu (1999)
- Tuber xuanhuaense L. Fan (2016)
- Tuber yigongense L. Fan & W.P. Xiong (2018)
- Tuber zhongdianense X.Y. He, Hai M. Li & Y. Wang (2004)

### Sinonimi[3]
- Aschion Wallr., Fl. crypt. Germ. (Norimbergae) 2: 865 (1833)
- Delastreopsis Mattir., Bolm Soc. broteriana, Coimbra, sér. 1 21: 10 (1905)
- Ensaluta Zobel, Icon. fung. (Prague) 6: 54 (1854)
- Lespiaultinia Zobel, Icon. fung. (Prague) 6: 55, 65 (1854)
- Loculotuber Trappe, Parladé & I.F. Alvarez, Mycologia 84(6): 927 (1993) [1992]
- Mukagomyces S. Imai, Proc. Imp. Acad. Japan 16: 154 (1940)
- Oogaster Corda, in Zobel, Icon. fung. (Prague) 6: 70 (1854)
- Paradoxa Mattir., Beitr. Kryptfl. Schweiz 8(no. 2): 32 (1935)
- Terfeziopsis Harkn., Proc. Calif. Acad. Sci., Ser. 3, Bot. 1: 278 (1899)
- Tuber P. Micheli, Nov. pl. gen. (Florentiae): 221, tab. 102 (1729)
- Tuberium Raf., Anal. Nat. Tabl. Univ.: 211 (1815)
- Vittadinion Zobel, Icon. fung. (Prague) 6: 54 (1854)